# 淡水稅關舊港出張所
淡水稅關舊港出張所，是位於臺灣新竹市北區舊港里的一處衙署建築，目前已登錄為新竹市歷史建築。

## 沿革
明治29年（1896年）3月，臺灣總督府稅關敕令第92號制定稅關官制，指定竹塹港（現稱舊港）為專供對岸戎克船交易的「特別輸出入港」，並於同年8月以府令第25號於竹塹港成立淡水稅關舊港出張所，負責管理舊港地區報關業務。
舊港出張所成立後幾經改制，機構名稱時有變動，除了在明治30年（1897年）以律令第1號為由，公佈舊港等八大港口為特別輸出入港口，後則於1901年（明治34年）4月敕令第49號稅關官制改正，而於同月15日依府令第21號改稱「淡水稅關舊港出張所支署」。。
然而，由於明治44年（1911年）及大正元年（1912年）暴風雨影響，導致沙洲淤積而使河水多往頭前溪集注，導致船隻不易進入，最終在昭和7年（1932年）稅關支署遭到廢止。 
舊港出張所建築後則作為稅關倉庫和辦公室，戰後時期則更改為私人住家使用，目前原有空間格局已經呈現大幅度的改變。然而主體結構仍良好維持原貌。

## 建築設計
淡水稅關出張所為仿西方建築語彙與結合地方構造模式之殖民樣式建築。屋身為磚造，屋頂為木構架。建築的主要裝飾則著中門楣及窗楣栱圈線腳。當前建物入口左側由於空間不足而向外增建，室內則經歷加裝整修為純住家使用空間，已不復原貌。